# Шталек (замок, Рейнланд-Пфальц)
Шталек (нем. Sthaleck) — средневековый замок на вершине холма в долине Среднего Рейна над городом Бахарах в районе Майнц-Бинген в земле Рейнланд-Пфальц, примерно в 50 километрах к югу от Кобленца.

## История

### Ранняя история

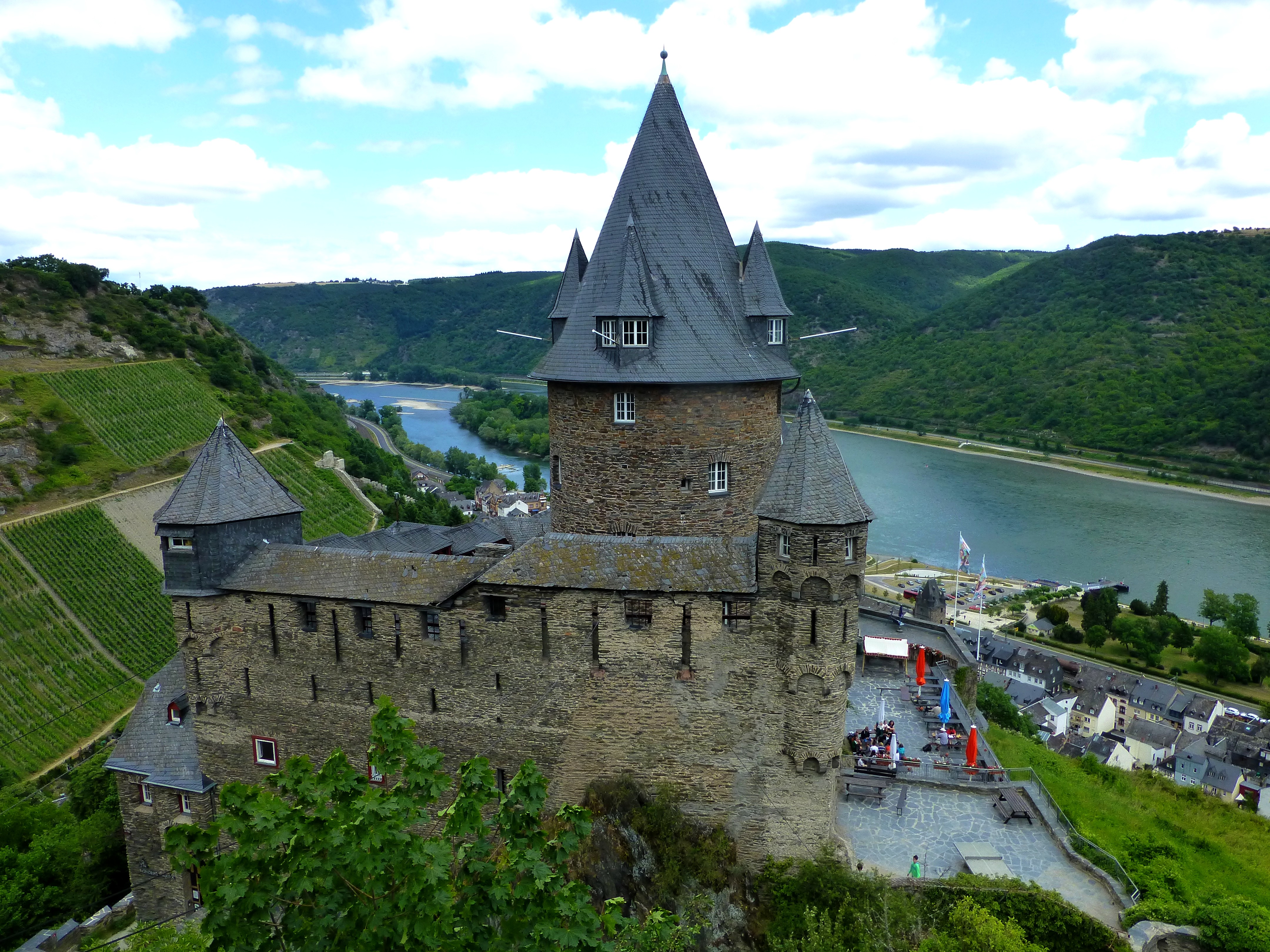
Вид за замок Шталек и долину Рейна

Примерно с 1000 года город Бахарах пребывал во владении архиепископов Кёльна. Они хотели основать крепость над городом как южный форпост своих владений. Комплекс защитных сооружений, вероятно, был возведён на рубеже XI-XII веков. Возможно, на месте более старого укреплений. Таким образом, это был не только первый крупный замок к северу от Бингена и Рюдесхайма, но и один из старейших замков на Среднем Рейне. 
В 1120-1121 замок впервые появился в документах. При этом упоминается имя Гозвин фон Шталеке. Это человек стал первым владельцем замка. Официально его права были подтверждены в 1135 году. Гозвин происходил из знатного франконского рода. Его супругой была Луитгарда фон Хенгебах, вдова умершего в 1102 году Генриха I фон Катценельнбогена.

### Резиденция пфальцграфов
Сын Гозвина по имени Герман, вероятно, женился в конце 1120-х годов на Гертруде фон Швабене, сестре короля Конрада III. В 1140 году он официально стал владельцем замка. Со временем новый владедлец стал одним из высших сановников королевства. Герман фон Шталек вместе с королём принимал участие во Втором крестовом походе.
Замок стал центром провинции из поселений Бахарах, Стиг, Дибах и Манубах, а также замков Шталек, Фюрстенберг и Штальберг. Здесь формировалось ядро будущего княжества Пфальц.  
После смерти Германа в 1156 году император Фридрих I Барбаросса передал пфальцграфство своему сводному брату Конраду фон Гогенштауфену. Его дочь Агнес оказалась единственной наследницей владений отца. Для подтверждения своих прав её пришлось в 1189 году заручиться поддержкой архиепископа Кёльна Филиппа I фон Хайнсберга.
По воле Генриха VI Агнес должна была выйти замуж на французского короля Филиппа II, но этот план провалился. В итоге супругом богатой наследницы в 1193 тайно стал пфальцграф Генрих V, сына герцога Генриха Льва. Этот брак (который в истории получил название «Шталекская свадьба») принёс мир в конфликте между Штауфенами и Вельфами. Но после смерти Генриха VI в 1198 году конфликт вспыхнул с новой силой. В 1212 году Генрих V отказался от титула и связанных с ним прав в пользу своего сына Генриха VI. Так как в 1214 году он умер не оставив наследников, то Шталек достался его младшей сестре Агнесс. Все остальные владения маркграфства были конфискованы, а затем переданы баварскому герцогу Людвигу I из рода Виттельсбахов.

### Во владении Виттельсбахов
Благодаря браку Агнесс с Оттоном Светлейшим (cыном Людвига I) замок Шталек достался Виттельсбахам. Это случилось в 1222 году и вновь сделало Шталек центром богатых владений. 
Сам Людвиг I ещё в 1214 году перенёс свою резиденцию в Гейдельберг. Поэтому замком Шталек c той поры управляли специальные бургграфы. В разное время это были представители родов Кнебель фон Катценельнбоген, фон Шпонхайм и фон Вальдек.
В замке вплоть до XV века регулярно останавливались именитые персоны и проходили важные события. Например, здесь в мае 1314 года проводились выборы короля Людовика IV. А 4 марта 1349 года здесь состоялась свадьба императора Карла IV с Анной Баварской, единственной дочерью маркграфа Рудольфа II. 
Со времён короля Рупрехта Шталек стал терять своё значение. Последнее серьёзное событие произошло здесь в 1442 году. В замке собрались знатные гости, когда Людвиг IV принимал императора Фридриха III. Были устроены пышные торжества. С той поры подобных громких праздников Шталек не видел.

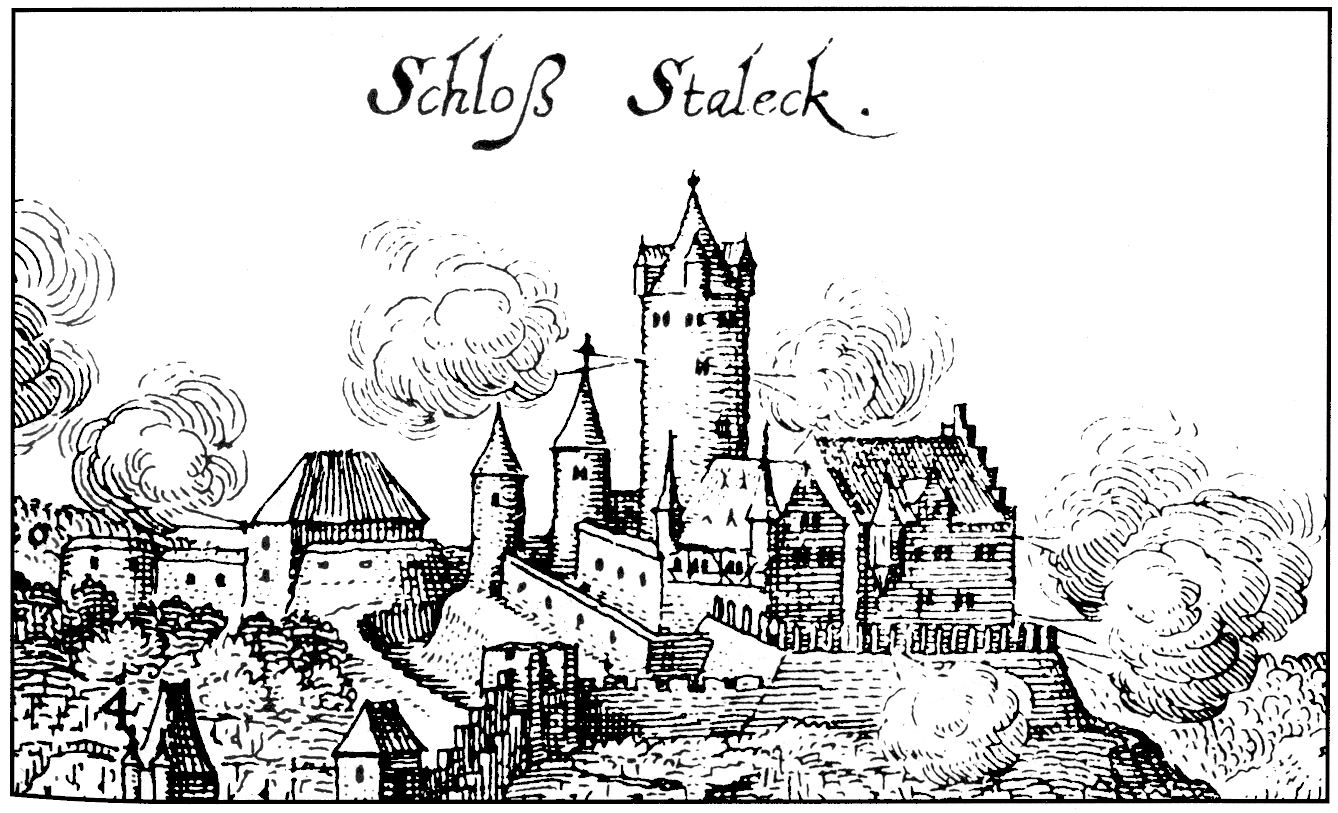
Испанские солдаты защищают замок Шталек в 1632 году от шведских войск. Фрагмент медной гравюры Маттеуса Мериана

### Разрушение в XVII веке
В XV веке укрепления обновили, а защиту замка усилили пушками. Однако это не очень помогло крепости во время последующих неоднократных осад. 
Бедствия обрушились на земли Среднего Рейна во время Тридцатилетней войны. 4 октября 1620 года город Бахарах был захвачен испанскими войсками под командованием фельдмаршала Амброзио Спинолы. 9 января 1632 года испанцев изгнали протестанты (шведские отряды). В эти годы замок оказался сильно повреждён. 
В июле 1635 года замок осадили и захватили имперские войска под командованием Матиаса Галласа, графа Кампо. Четыре года спустя в эти земли вновь вступила армия протестантов. Солдаты из Саксонии и Веймара изгнали католиков. Но уже в марте 1640 года Шталек оккупировали баварцы. Саксонцы и веймарцы ненадолго смогли отвоевать замок, но осенью 1640 года его после двухнедельной осады опять завоевали испанцы.
В сентябре 1644 года после десятидневной осады Шталек захватили французы. В октябре того же года к замку прибыли войска кёльнского курфюрста. Ими командовал полковник Константин фон Нивенхайм. Он начал энергичную бомбардировку замка, что привело к сильным разрушениям стен и башен. Тем не менее французы оставались в Шталеке до 24 июля 1650 года, пока не покинули его в соответствии с соглашениями Вестфальского мира. Замок перешёл к маркграфу Карлу I Людвигу. В 1666 году он отремонтировал и модернизировал поврежденные укрепления. 
Во время Войны за пфальцское наследство Шталек был почти полностью разрушен как и большинство укреплений в долине Среднего Рейна. 15 марта 1689 года французские солдаты взорвали запасы пороха в арсеналах крепости. Взрыв полностью уничтожил внешние стены. Последующий пожар превратил все постройки в пепелище. Разрушения оказались столь сильными, что Шталек после заключения мира никто не хотел восстанавливать. Руины в 1697 году вернулись под власть властителей Пфальца и оставались под их контролем там до упразднения курфюршества. 

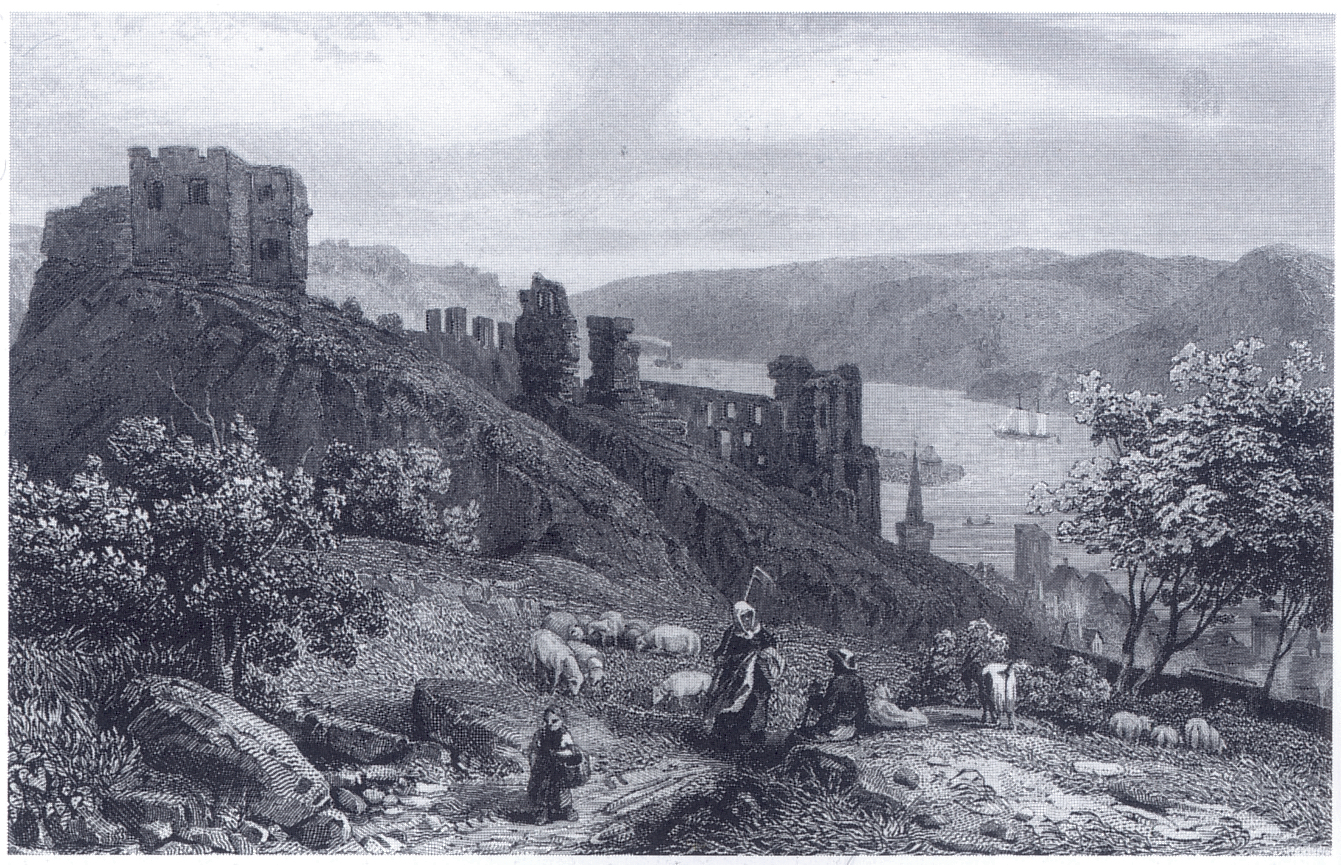
Руины замка Шталек. Гравюра 1840 года

### Между Францией и Пруссией
В 1794 году левый берег Рейна в Пфальце был оккупирован французскими революционными войсками. Руины в 1801 году по Люневильскому миру перешли под власть Франции. 
После завершения Наполеоновских войн и Венского конгресса в 1815 году Пфальц оказался под контролем Прусского королевства. 
В 1828 году руины приобрёл прусский кронпринц Фридрих Вильгельм IV и через год подарил их своей жене, баварской принцессе Елизавете Людовике из рода Виттельсбахов. Таким образом Фридрих IV хотел вернуть супруге владения её предков. Принцесса осталась равнодушна и к сохранению, и к восстановлению замка. Во время посещения Шталека кронпринцессой в 1850-х годах были снесены остатки стен. Обломки использовались, чтобы заполнить провалы во внутреннем дворе замка и заполнить рвы. Всё, что осталось — это часть стены со стороны долины Штеегер и ещё ряд фрагментов.
В 1907 году писатель Аксель Дельмар планировал построить на месте руин пансионат для литераторов и художников. Но прусская королевская семья не хотела продавать Шталек. Позднее предложение о приобретении руин было сделано администрации Бахараха. Но городские власти отвергли этот вариант.

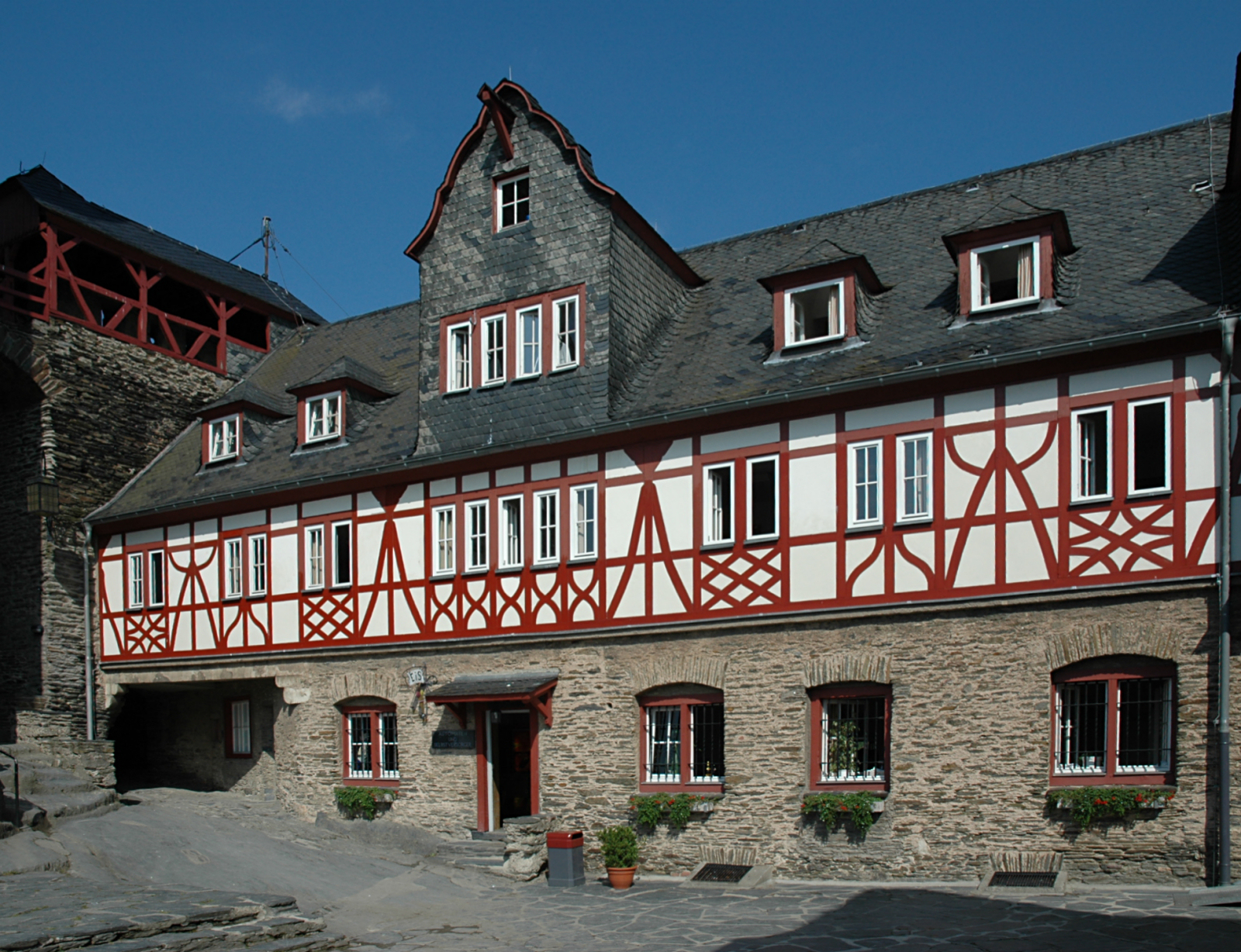
Корпус, где с 1926 года размещалось молодёжное общежитие

### Восстановление
В 1909 году в руинах Шталека наконец-то начались восстановительные работы. Главным инициатором стало Рейнское общество сохранения национального наследия, которое вскоре и стало собственником замка. На первый этап — укрепление фундамента и оставшихся стен — удалось собрать 3500 марок. Затем поступили пожертвования ещё на 5000 марок. Работы оказались прерваны Первой мировой войной. Из-за незавершённой реконструкции Шталек продолжал разрушаться. 
В 1924 году своеобразную инициативу проявил Рихард Бланкенхорн, владелец виллы на склоне под замком. Он хотел устроить в руинах хозяйственные постройки, но его предложение осталось без ответа.
В начале 1925 года было принято решение о создании в замке молодежного общежития. Архитектору Эрнсту Шталю был заказан проект «строительства здания, которое хорошо впишется в ландшафт». Финансирование первых работ проводилось на гранты провинциальной администрации. Всего было выделено 30 000 рейхсмарок.
В 1926 году в Шталеке появились первые жильцы из молодёжи. Сначала только юноши, а потом (в отдельном корпусе) и девушки. Всего в общежитии могли одновременно проживать 260 человек. Помимо служебных построек была создана и смотровая терраса.
Во время реконструкции по просьбе Шталя проводились раскопки. Это позволило собрать много ценной информации о прежнем устройстве замка. К 1927 году были восстановлены некоторые участки прежней внешней стены. 
Общежитие пользовалось огромной популярностью и почти всегда было переполнено. Из-за большой нагрузки на водоснабжение периодически возникали проблемы. Ситуация исправилась после разработки нового источника воды на западных горных склонах.
Реставрационные работы продолжались в начале 1930-х годов. Был восстановлен первый этаж прежнего дворца, где оборудовали столовую. 

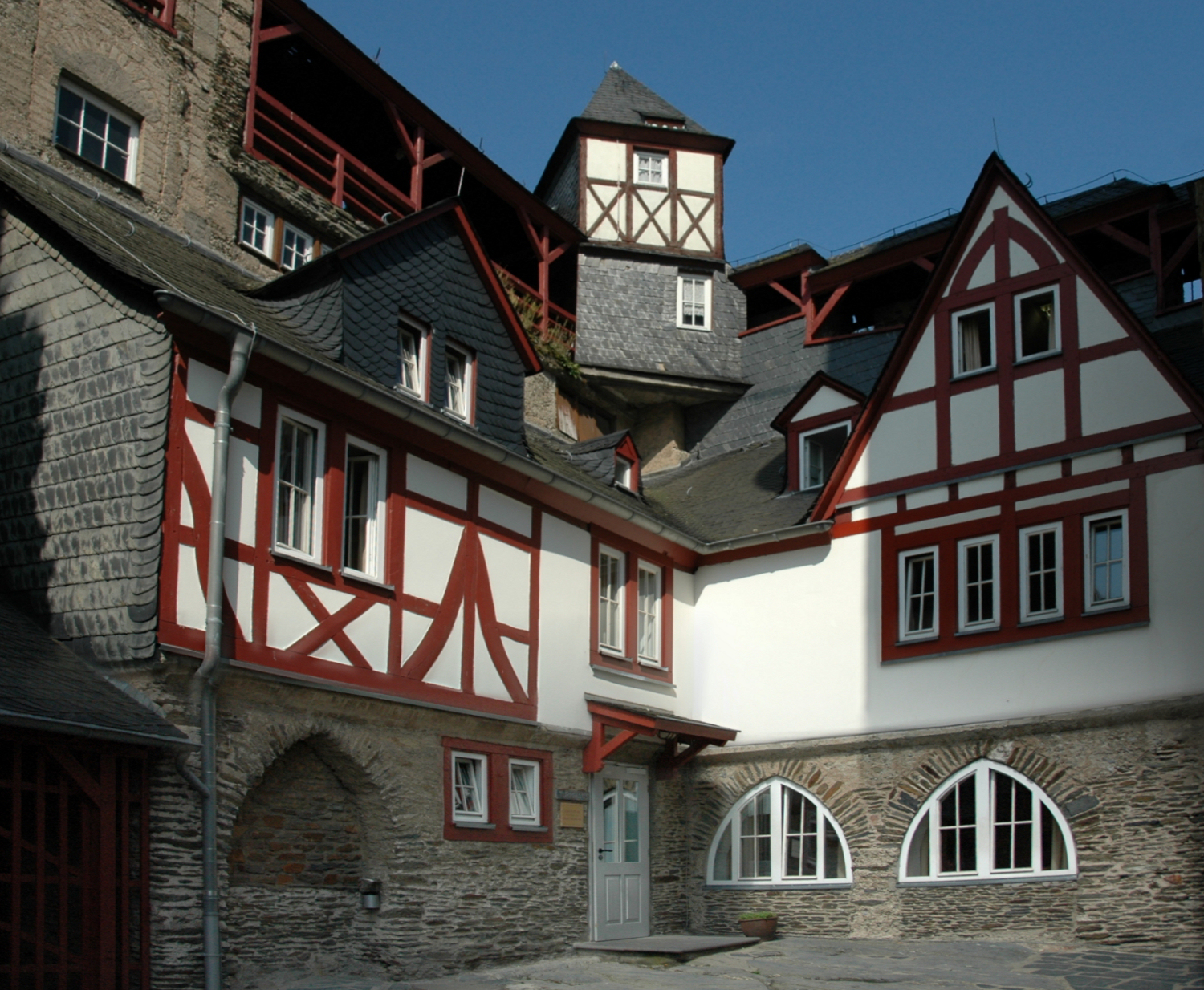
Здание женского общежития

### Замок во времена национал-социализма
Пришедшие к власти нацисты решили использовать замок в своих целях. 18 ноября 1934 года началась новая реконструкция. Затраты составили 25 000 рейхсмарок. Через 11 месяцев 25 октября 1935 года состоялась торжественная церемония открытия нового комплекса. Присутствовали видные чины Гитлерюгенда, Штурмовых отрядов СА, СС, Юнгфольк и гауляйтер Густав Саймон. 
В период с 1937 по весну 1938 года последовало восстановление башен и других фрагментов замка.
Национал-социалисты использовали Шталек как место, где проводились мероприятия по идеологической подготовке молодёжи. Замок посещали такие высокопоставленные члены НСДАП как Рудольф Гесс (в июне 1938 года). Его визит дал последний импульс для работ по восстановления крепости. Запланировали строительство 7-этажной башни высотой 36 метров, которая должна была носить имя Рудольфа Гесса. Но позднее высоту скорректировали. А с началом Второй мировой войны работы прекратились.
С 1940 по 1942 год в Шталеке размещался военный госпиталь. С января 1943 года замок служил закрытым лагерем для немецкой молодежи, которая находилась под подозрением в нелояльности. Здесь юноши от 14 до 18 лет перевоспитывались физическим трудом, спортом, дисциплиной и проходили военную подготовку.

### После 1945 года
После окончания Второй мировой войны в Шталеке были расквартированы французские солдаты. 
В январе 1948 года министерство здравоохранения и социального обеспечения Рейнланд-Пфальца вновь открыло в замке молодёжное общежитие и учебные курсы. 
В 1957 году в замке было 270 постоянных спальных мест и 60 дополнительных. По этому показателю замок стал третьим по величине молодёжным общежитием в земле Рейнланд-Пфальц после аналогичных учреждений в Кобленце и Майнце. А по такому показателю, как 32 276 ночёвок в году Шталек вышел на второе место в ФРГ. 
С октября 1965 года под руководством архитектора Генриха Гримма проводилась дальнейшая реконструкция замка, основанная на планах Шталя (который скончался в 1957 году). Интерьер был модернизирован. Кроме того, была создана просторная терраса с видом на юг и отреставрированы стены. Общая смета работ составила 1,8 миллиона марок. Торжественное открытие замка, в котором по прежнему размещалось молодёжное общежитие, состоялось 20 мая 1967 года.

## Современное состояние
Замок Шталек в XXI по прежнему используется в качестве молодежного общежития и хостела. Здесь имеется 168 спальных мест коек и регистрируется до 42 000 ночёвок в год. Управляет комплексом компания Youth Hostel Rhineland-Palatinate Rheinischer Verein. 

## Особенности
- Заполняемые водой рвы вокруг замка являются редкостью для крепостей, расположенных на высоких холмах.

## Галерея

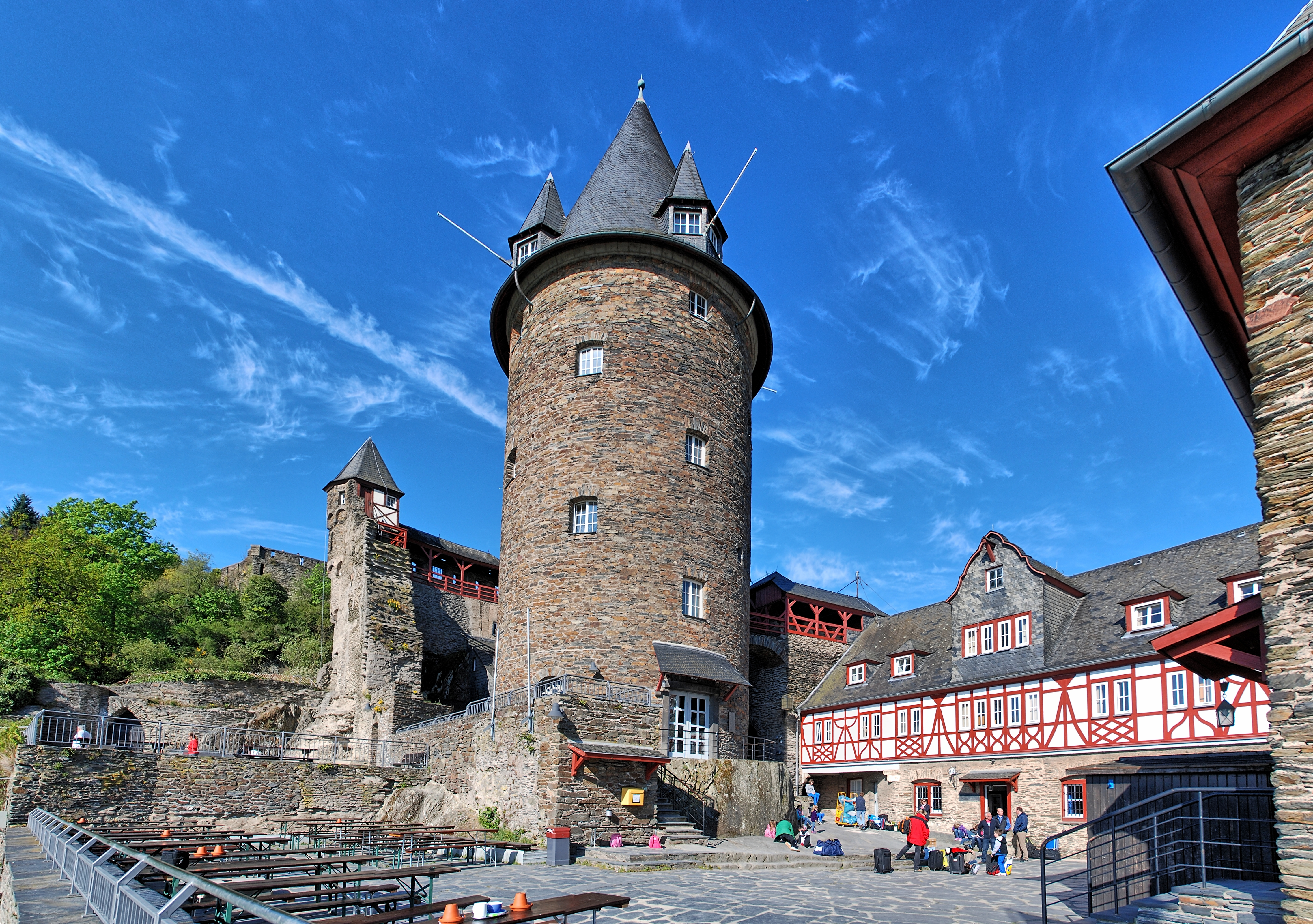
Главная башня и внутренний двор замка
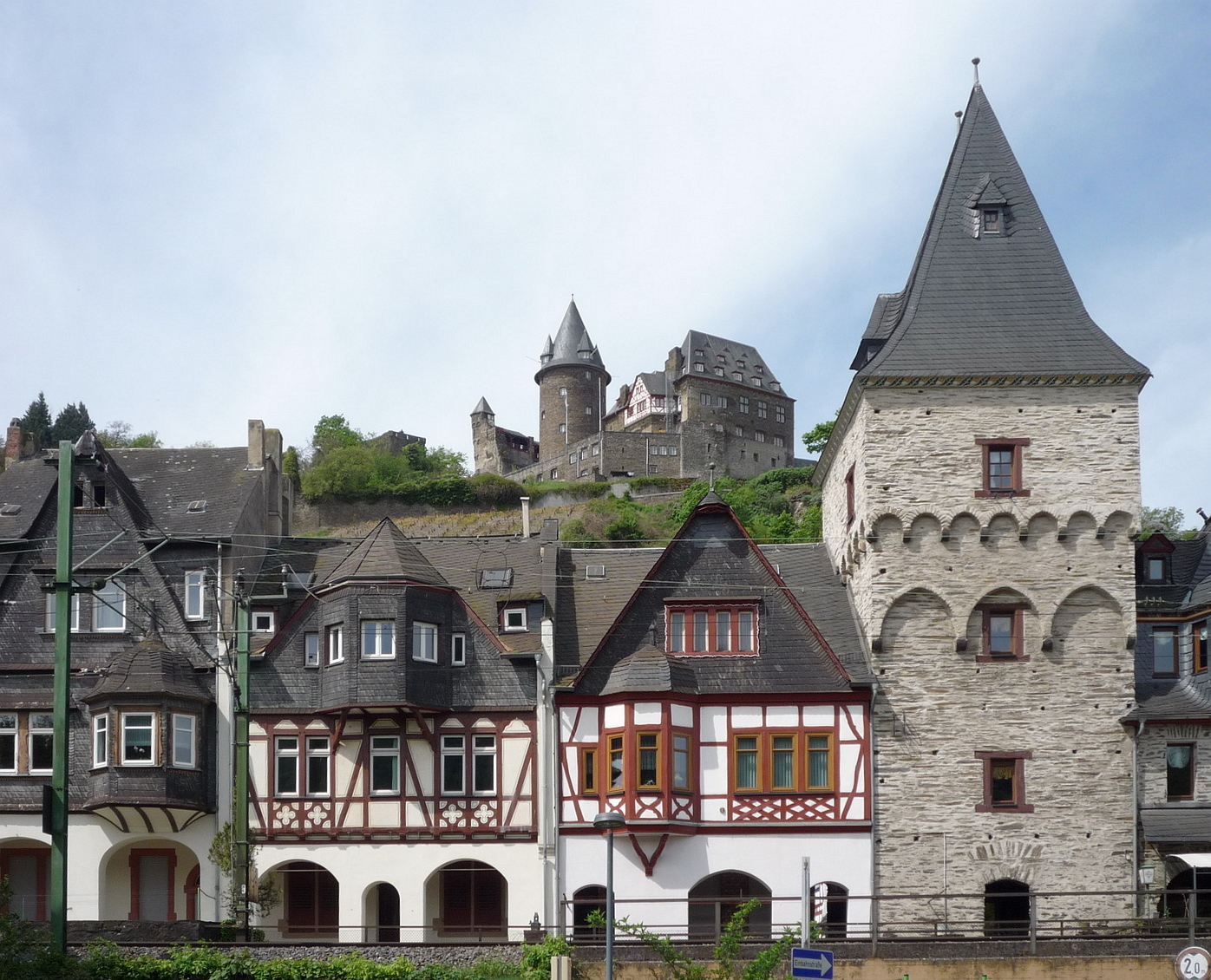
Вид замка и города Бахарах со стороны реки
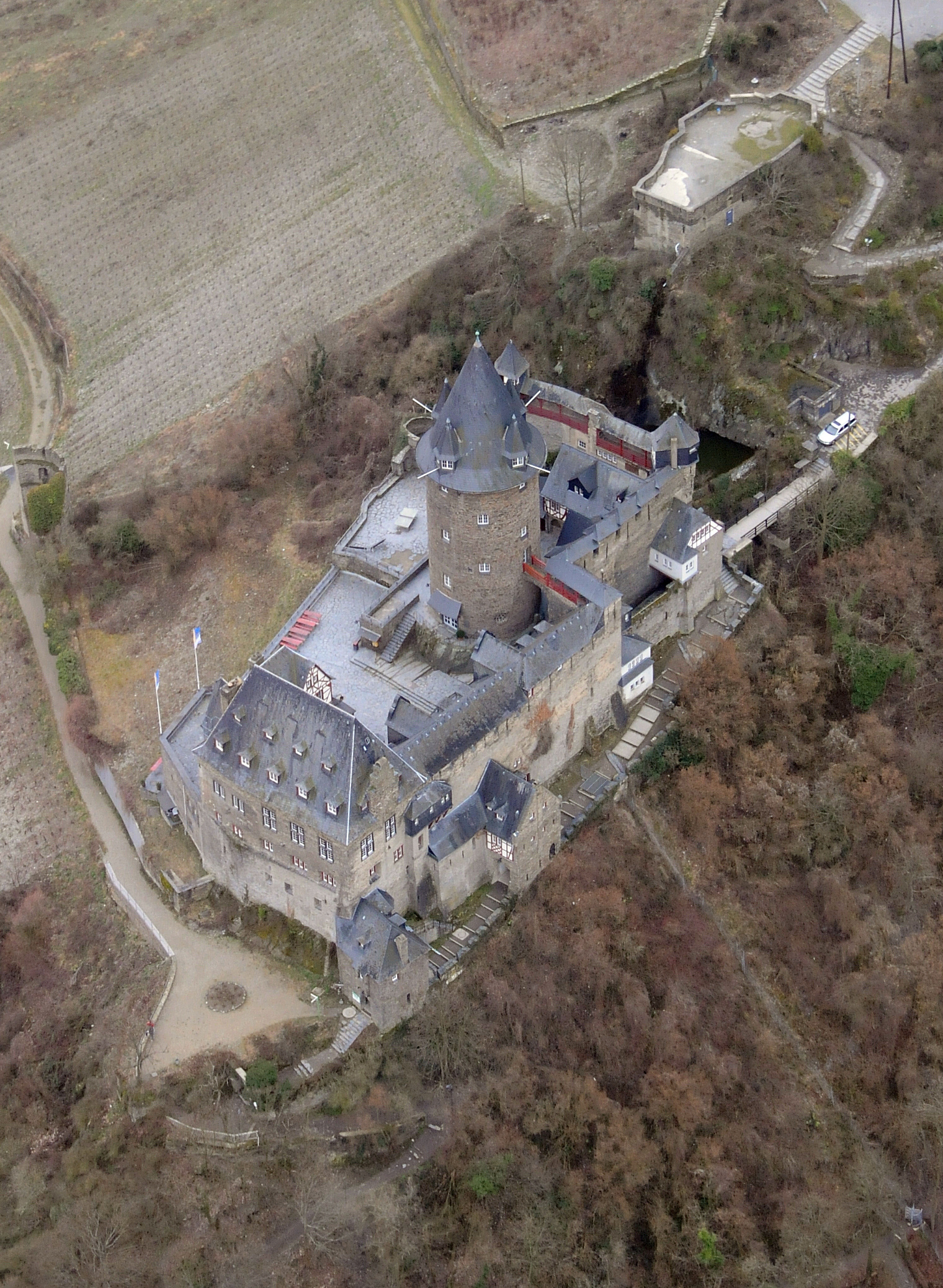
Вид замка с высоты птичьего полёта
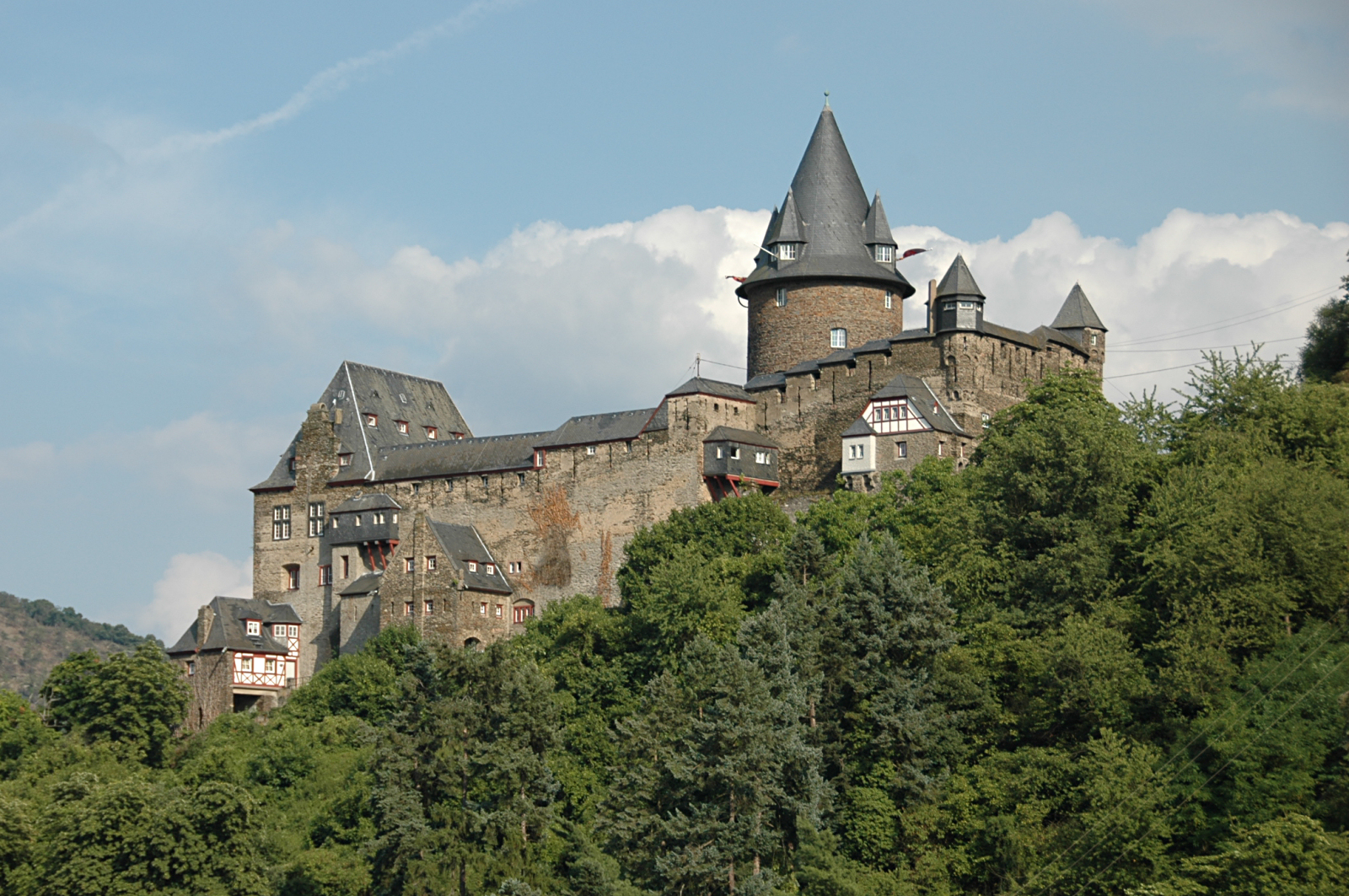
Вид замка с сверо-запада
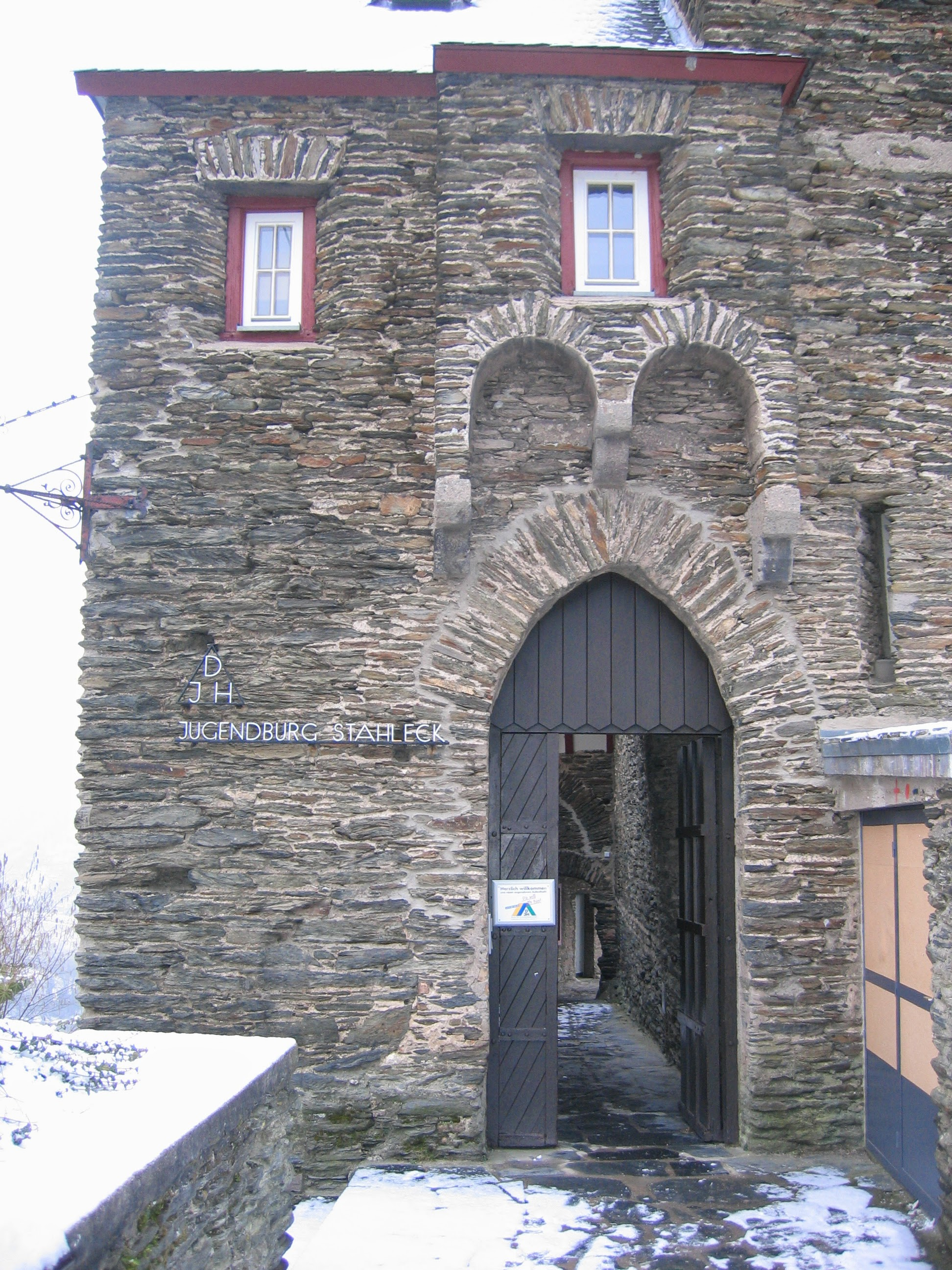
Ворота, ведущие во внутренний двор